# Richard Fleischer
Richard O. Fleischer, född 8 december 1916 i New York, död 25 mars 2006 i Los Angeles, var en amerikansk filmregissör verksam mellan 1946 och 1993. Fleischer regisserade bland annat En världsomsegling under havet (1954), Vikingarna (1958), Soylent Green – USA år 2022 (1973) och Conan förgöraren (1984).
Han var son till Max Fleischer.

## Filmografi i urval
- 1952 – Mord på tåg 63
- 1954 – En världsomsegling under havet
- 1956 – Djävulsön
- 1958 – Vikingarna
- 1959 – Brottslig drift
- 1959 – Det vilda landet
- 1960 – Drama i spegel
- 1961 – Barabbas
- 1966 – Den fantastiska resan
- 1967 – Doktor Dolittle
- 1968 – Bostonstryparen
- 1971 – Stryparen på Rillington Place
- 1973 – Soylent Green – USA år 2022
- 1984 – Conan förgöraren